# Amber Valletta
Amber Evangeline Valletta (Phoenix, Arizona; 9 de febrero de 1974) es una modelo y actriz estadounidense conocida por sus papeles en las películas Hitch, Transporter 2, Gamer y The Spy Next Door (2010).

## Biografía
Amber nació en Phoenix, Arizona. Poco después de su nacimiento, su familia se mudó a Tulsa, Oklahoma. Su madre, Theresa Malaby,  se identifica como de ascendencia inglesa y en parte cherokee. Su padre es de ascendencia italiana y portuguesa. Estudió en el Booker T. Washington High School. Se inició en el mundo de la moda cuando su madre la inscribió en una escuela de modelaje a la edad de quince años, en la agencia Linda Layman.

## Trayectoria

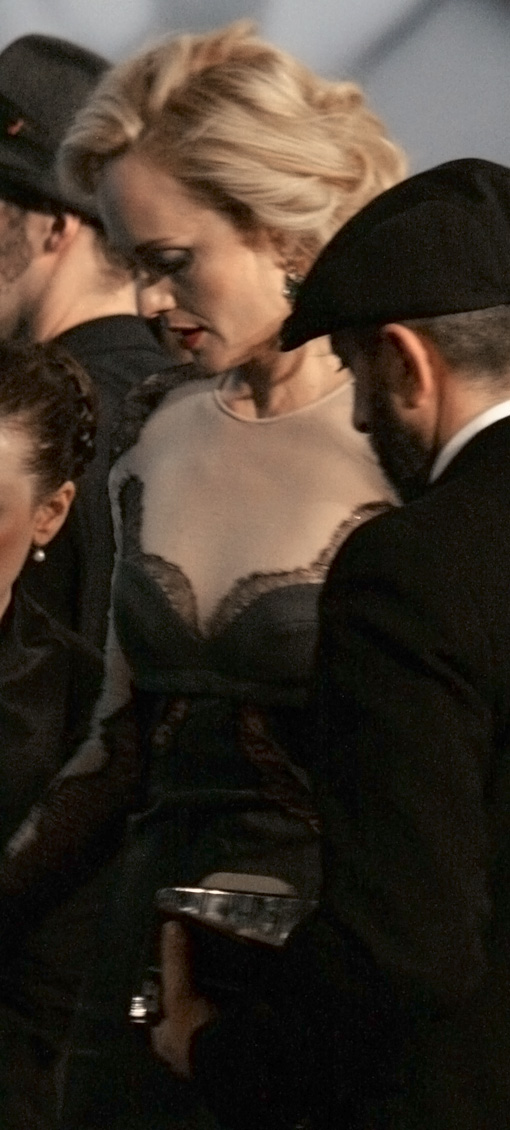
Valletta en el Life Ball 2009, Rathaus, Viena.

Valletta, comenzó su carrera como modelo de moda, durante la década de 1990, Valletta alcanzó el estatus de supermodelo, junto con modelos de la talla de Kate Moss, Eva Herzigová, Tyra Banks, Carolyn Murphy y Shalom Harlow, fue uno de los rostros más conocidos de su generación. Ha  trabajado como imagen de Giorgio Armani, Chanel, Escada, Louis Vuitton, Prada, Valentino, Gucci y Versace, y firmando contratos multimillonarios de cosméticos con Calvin Klein y Elizabeth Arden. De 1995 a 1996, Valletta y su amiga y compañera modelo Shalom Harlow presentaron el programa de la MTV House of Style.
En la década de 2000, Valletta empezó a centrarse en su carrera como actriz. Tuvo su primer papel importante como Poltergeist en el thriller sobrenatural de Robert Zemeckis What Lies Beneath (2000). Desde entonces ha aparecido en películas como Hitch (2005), Transporter 2 (2005), Man About Town (2006), Dead Silence (2007), Gamer (2009) y The Spy Next Door (2010). En 2011, se pasó a la televisión, apareciendo en un papel recurrente como la socialité caída Lydia Davis en la serie de televisión dramática de ABC Revenge. En 2015, Valletta interpretó a la intrigante Carla Briggs en otra telenovela de ABC, Blood & Oil.
En 2016, Valletta protagonizó el vídeo de la canción de Keith Urban "Blue Ain't Your Color", dirigido por Carter Smith. También protagonizó el vídeo de la canción de Fergie "M.I.L.F. $".

## Vida privada
Amber está casada con el jugador olímpico de voleyball Christian "Chip" McCaw, con quien tiene un hijo de nombre Auden. Anteriormente estuvo casada con Hervé Le Bihan, de quien se divorció en 1996. Amber también es portavoz de Oceana's Seafood Contamination Campaign que advierte sobre los peligros de la intoxicación por mercurio en diversos tipos de marisco y peces. La decisión de unirse a la campaña de Oceana fue motivada por la experiencia de envenenamiento por mercurio de una amiga y por el hecho de que es madre.
En agosto de 2006, el New York Daily News informó que Valleta completó un programa de rehabilitación en The Meadows, Wickenburg, Arizona por el estrés y algunos problemas no relacionados con ningún tipo de droga. El problema surgió por las noticias de que ella habría consumido drogas (su marido McCaw tiene un arresto por tráfico de drogas) y la subsecuente investigación de la ley. Amber dijo entonces a la revista People: "Como fue bien informado al inicio de esta semana, mi estadía en The Meadows no tuvo nada que ver con el uso de substancias; estoy orgullosa de decir que llevo siete años sobria. Pero continuo todos los días por mantenerme bien y crecer como persona".
En enero de 2008, participó en un vídeo para la campaña presidencial de Barack Obama producido por Will.I.Am, llamado «Yes We can», junto a su hijo Auden, de pocos meses, a quien ella llevaba entre sus brazos.
Valletta se ha preocupado de iniciar a su hijo en el mundo de la moda desde muy temprano, empezando por las fotos de Vogue Magazine donde aparece junto a ella, desnudo, gateando en el jardín. Nueve años después, Auden sigue apareciendo en las fotografías con su madre.

## Filmografía
- Drop Back Ten (2000) - Mindy Deal
- What Lies Beneath (2000) - Madison Elizabeth Frank
- The Family Man (2000) - Paula
- Perfume (2001) - Blair
- Max Keeble's Big Move (2001) - Ms. Dingman
- Duplex (2003) - Celine
- Raising Helen (2004) - Martina
- Hitch (2005) - Allegra Cole
- Transporter 2 (2005) - Audrey Billings
- Man About Town (2006) - Brynn Lilly
- Dead Silence (2007) - Ella
- Premonition (2007) - Claire
- My Sexiest Year (2007) - Marina
- The Last Time (2007) - Belisa
- Days of Wrath (2008) - Jane Summers
- Gamer (2009) - Angie
- The Spy Next Door (2010) - Gillian
- El gran engaño
- Kevyn Aucoin. El maquillador de las estrellas (2017) - Ella misma

## Televisión
- Hysteria - The Def Leppard Story (2001) - Lorelei Shellist
- Lucky (2003) - Sarah
- Rock Me Baby (2004) - Summer
- Punk'd (2005) - Como ella misma
- Revenge (2011) - Lydia Davis